# Susan Meiselas
Susan Meiselas (Baltimora, 1948) è una fotografa statunitense.
È conosciuta in particolare per i suoi reportage documentaristici in Nicaragua e America Latina.

## Vita e Opere
Susan Meiselas nasce a Baltimora, nel Maryland. Frequenta il Sarah Lawrence College a New York e successivamente studia Educazione Visiva ad Harvard.
Tra il 1972 e il 1975 muove i primi passi nel mondo della fotografia seguendo le vite delle spogliarelliste presenti alle fiere di paese nella Nuova Inghilterra, Pennsylvania e Carolina del Sud. La fotografa documenta sia le performance delle ragazze, sia la loro vita privata. Le immagini prodotte in quel periodo vengono raccolte nel libro "Carnival Strippers", pubblicato per la prima volta nel 1976.
Nello stesso anno entra a far parte di Magnum Photos, dove lavora come fotografa freelance da allora.
Dal 1978 al 1979 documenta la Rivoluzione sandinista in Nicaragua dando vita ad alcune delle sue foto più iconiche, tra cui "Molotov Man". La risultante è il libro "Nicaragua", pubblicato nel 1981.
L'interesse per temi sociali e politici è il centro dei lavori di reportage della fotografa statunitense. Nel 1983 diventa editrice del libro "Chile from Within", dove vengono pubblicate le foto di 30 fotografi che si trovavano in Cile durante il regime di Pinochet.
Nel 1991 completa un progetto lungo sei anni sulla storia fotografica del Kurdistan, pubblicando le foto nel libro "Kurdistan: in the Shadow of History". Dal progetto nasce anche un sito che prende il nome di akaKurdistan, dove la fotografa inserisce foto e materiale d'archivio sulla storia curda, invitando la gente stessa a integrare informazioni aggiuntive.
Il suo progetto più recente, "A Room of Their Own" (2015-2016) è un progetto su commissione incentrato sulla vita di alcune donne residenti in un campo per rifugiati in Inghilterra. La fotografa ha organizzato dei workshop con le donne stesse per integrare testimonianze e lavori creati durante le attività alle foto.

## Premi e Riconoscimenti
Susan Meiselas ha vinto la Robert Capa Gold Medal nel 1978, l'Hasselblad Award e il Premio Maria Moors Cabot nel 1994. Nel 2015 ha vinto il Guggenheim Fellowship.